# Liste des missions spatiales habitées entre 2000 et 2010
La liste des missions spatiales habitées entre 2000 et 2010 est une liste détaillée des vols spatiaux habités depuis le 1er janvier 2000 jusqu'au 31 décembre 2010, couvrant la fin de la station spatiale Mir, l'assemblage de la station spatiale internationale, le désastre de Columbia, le début du programme chinois Shenzhou ainsi le début du tourisme spatial et du vol spatial privé.
- Orange signale les accidents mortels.
- Vert signale les vols suborbitaux.

| suite de Liste des missions spatiales habitées entre 1987 et 1999   | |                                          |                                          |                                          | |      |
| Patch                                                               | Équipage | Date de lancement                        | Séjour                                   | Date de retour                           | Résumé de la mission | Réf. |
| Lancements en 2000                                                  | |                                          |                                          |                                          | |      |
| Patch de la mission STS-99                                          | Kevin Kregel Dominic L. Gorie Janet Lynn Kavandi Janice E. Voss Mamoru Mohri Gerhard Thiele                                | 11 février 2000 STS-99, Endeavour        |                                          | 22 février 2000 STS-99, Endeavour        | Cartographie par radar de la surface terrestre. |      |
| Patch de la mission Soyouz TM-30                                    | Sergueï Zaliotine Alexandre Kaleri                                                                                         | 4 avril 2000 Soyouz TM-30                | Mir                                      | 16 juin 2000 Soyouz TM-30                | Réparations diverses de Mir. 39e et dernière mission vers la station russe. |      |
| Patch de la mission STS-101                                         | James D. Halsell Scott J. Horowitz Mary Weber Jeffrey Williams Susan J. Helms Iouri Oussatchev                             | 19 mai 2000 STS-101, Atlantis            | ISS                                      | 29 mai 2000 STS-101, Atlantis            | Construction et ravitaillement de l'ISS. |      |
| Patch de la mission STS-106                                         | Terrence W. Wilcutt Scott D. Altman Daniel C. Burbank Edward T. Lu Richard Mastracchio Iouri Malentchenko Boris Moroukov   | 8 septembre 2000 STS-106, Atlantis       | ISS                                      | 19 septembre 2000 STS-106, Atlantis      | Ravitaillement de l'ISS ; préparation pour la première expédition. |      |
| Patch de la mission STS-92                                          | Brian Duffy Pamela Melroy Kōichi Wakata Leroy Chiao Peter Wisoff Michael López-Alegría William S. McArthur, Jr.            | 11 octobre 2000 STS-92, Discovery        | ISS                                      | 24 octobre 2000 STS-92, Discovery        | Construction de l'ISS. 100e mission de la navette spatiale américaine. |      |
| Patch de la mission Soyouz TM-31                                    | William M. Shepherd Iouri Guidzenko Sergueï Krikaliov                                                                      | 31 octobre 2000 Soyouz TM-31             | ISS                                      | 21 mars 2001 STS-102, Discovery          | Première expédition vers l’ISS. |      |
| Patch de la mission STS-97                                          | Brent W. Jett Michael J. Bloomfield Joseph R. Tanner Marc Garneau Carlos I. Noriega                                        | 30 novembre 2000 STS-97, Endeavour       | ISS                                      | 11 décembre 2000 STS-97, Endeavour       | Construction et ravitaillement de l’ISS ; livraison du premier ensemble de panneaux solaires.                                                                                            |      |
| Patch                                                               | Équipage | Date de lancement                        | Séjour                                   | Date de retour                           | Résumé de la mission | Réf. |
| Lancements en 2001                                                  | |                                          |                                          |                                          | |      |
| Patch de la mission STS-98                                          | Kenneth Cockrell Mark Polansky Robert Curbeam Thomas D. Jones Marsha Ivins                                                 | 7 février 2001 STS-98, Atlantis          | ISS                                      | 20 février 2001 STS-98, Atlantis         | Assemblage et ravitaillement de l’ISS ; livraison du module Destiny. |      |
| Patch de la mission STS-102                                         | James D. Wetherbee James Kelly Andy Thomas Paul W. Richards                                                                | 8 mars 2001 STS-102, Discovery           | ISS                                      | 21 mars 2001 STS-102, Discovery          | Rotation de l’équipage permanent de l’ISS (Expédition 2). |      |
| Patch de la mission STS-102                                         | Iouri Oussatchiov James Voss Susan J. Helms                                                                                | 8 mars 2001 STS-102, Discovery           | ISS                                      | 22 août 2001 STS-105, Discovery          | Rotation de l’équipage permanent de l’ISS (Expédition 2). |      |
| Patch de la mission STS-100                                         | Kent Rominger Jeffrey S. Ashby Chris Hadfield Scott E. Parazynski John L. Phillips Umberto Guidoni Iouri Lontchakov        | 19 avril 2001 STS-100, Endeavour         | ISS                                      | 1er mai 2001 STS-100, Endeavour          | Assemblage et ravitaillement de l’ISS ; livraison du bras Canadarm 2. 1re sortie extravéhiculaire canadienne.                                                                            |      |
| Patch de la mission Soyouz TM-32                                    | Talgat Moussabaïev Iouri Batourine Dennis Tito                                                                             | 29 avril 2001 Soyouz TM-32               | ISS                                      | 5 mai 2001 Soyouz TM-31                  | Premier touriste spatial : Dennis Tito. |      |
| Patch de la mission STS-104                                         | Steven Lindsey Charles Hobaugh Michael L. Gernhardt James F. Reilly, II Janet L. Kavandi                                   | 12 juillet 2001 STS-104, Atlantis        | ISS                                      | 24 juillet 2001 STS-104, Atlantis        | Assemblage et ravitaillement de l’ISS ; livraison du module Quest. |      |
| Patch de la mission STS-105                                         | Scott J. Horowitz Frederick W. Sturckow Daniel T. Barry Patrick Forrester                                                  | 10 août 2001 STS-105, Discovery          | ISS                                      | 22 août 2001 STS-105, Discovery          | Rotation de l'équipage permanent de l’ISS (Expédition 3) ; assemblage et ravitaillement.                                                                                                 |      |
| Patch de la mission STS-105                                         | Frank L. Culbertson, Jr. Vladimir Dejourov Mikhaïl Tiourine                                                                | 10 août 2001 STS-105, Discovery          | ISS                                      | 17 décembre 2001 STS-108, Endeavour      | Rotation de l'équipage permanent de l’ISS (Expédition 3) ; assemblage et ravitaillement.                                                                                                 |      |
| Patch de la mission Soyouz TM-33                                    | Viktor Afanassiev Konstantin Kozeïev Claudie Haigneré                                                                      | 21 octobre 2001 Soyouz TM-33             | ISS                                      | 31 octobre 2001 Soyouz TM-32             | |      |
| Patch de la mission STS-108                                         | Dominic L. Gorie Mark Kelly Linda Godwin Daniel M. Tani                                                                    | 5 décembre 2001 STS-108, Endeavour       | ISS                                      | 17 décembre 2001 STS-108, Endeavour      | Rotation de l’équipage de l’ISS (Expédition 4) ; assemblage et ravitaillement. |      |
| Patch de la mission STS-108                                         | Iouri Onoufrienko Carl E. Walz Daniel Bursch                                                                               | 5 décembre 2001 STS-108, Endeavour       | ISS                                      | 19 juin 2002 STS-111, Endeavour          | Rotation de l’équipage de l’ISS (Expédition 4) ; assemblage et ravitaillement. |      |
| Patch                                                               | Équipage | Date de lancement                        | Séjour                                   | Date de retour                           | Résumé de la mission | Réf. |
| Lancements en 2002                                                  | |                                          |                                          |                                          | |      |
| Patch de la mission STS-109                                         | Scott D. Altman Duane G. Carey John Grunsfeld Nancy Currie James H. Newman Richard M. Linnehan Michael J. Massimino        | 1er mars 2002 STS-109, Columbia          |                                          | 12 mars 2002 STS-109, Columbia           | Mission de maintenance du télescope spatial Hubble. |      |
| Patch de la mission STS-110                                         | Michael J. Bloomfield Stephen Frick Jerry L. Ross Steven L. Smith Ellen Ochoa Lee Morin Rex J. Walheim                     | 8 avril 2002 STS-110, Atlantis           | ISS                                      | 19 avril 2002 STS-110, Atlantis          | Assemblage et ravitaillement de l’ISS. |      |
| Patch de la mission Soyouz TM-34                                    | Iouri Guidzenko Roberto Vittori Mark Shuttleworth                                                                          | 25 avril 2002 Soyouz TM-34               | ISS                                      | 5 mai 2002 Soyouz TM-33                  | 1er spationaute sud-africain et 2d touriste spatial : Mark Shuttleworth. |      |
| Patch de la mission STS-111                                         | Kenneth Cockrell Paul Lockhart Franklin R. Chang-Diaz Philippe Perrin                                                      | 5 juin 2002 STS-111, Endeavour           | ISS                                      | 19 juin 2002 STS-111, Endeavour          | Rotation de l'équipage de l’ISS (Expédition 5) ; assemblage et ravitaillement. |      |
| Patch de la mission STS-111                                         | Valeri Korzoune Peggy Whitson Sergueï Trechtchiov                                                                          | 5 juin 2002 STS-111, Endeavour           | ISS                                      | 7 décembre 2002 STS-113, Endeavour       | Rotation de l'équipage de l’ISS (Expédition 5) ; assemblage et ravitaillement. |      |
| Patch de la mission STS-112                                         | Jeffrey S. Ashby Pamela Melroy David A. Wolf Piers Sellers Sandra Magnus Fiodor Iourtchikhine                              | 7 octobre 2002 STS-112, Atlantis         | ISS                                      | 18 octobre 2002 STS-112, Atlantis        | Assemblage, maintenance et ravitaillement de l’ISS. |      |
| Patch de la mission Soyouz TMA-1                                    | Sergueï Zaliotine Iouri Lontchakov Frank De Winne                                                                          | 29 octobre 2002 Soyouz TMA-1             | ISS                                      | 10 novembre 2002 Soyouz TM-34            | |      |
| Patch de la mission STS-113                                         | Jim D. Wetherbee Paul Lockhart Michael López-Alegría John Herrington                                                       | 23 novembre 2002 STS-113, Endeavour      | ISS                                      | 7 décembre 2002 STS-113, Endeavour       | Rotation de l'équipage de l’ISS (Expédition 6) ; assemblage et ravitaillement. |      |
| Patch de la mission STS-113                                         | Nikolaï Boudarine Kenneth Bowersox Donald Pettit                                                                           | 23 novembre 2002 STS-113, Endeavour      | ISS                                      | 4 mai 2003 Soyouz TMA-1                  | Rotation de l'équipage de l’ISS (Expédition 6) ; assemblage et ravitaillement. |      |
| Patch                                                               | Équipage | Date de lancement                        | Séjour                                   | Date de retour                           | Résumé de la mission | Réf. |
| Lancements en 2003                                                  | |                                          |                                          |                                          | |      |
| Patch de la mission STS-107                                         | Rick Husband Willie McCool Michael P. Anderson Kalpana Chawla David Brown Laurel Clark Ilan Ramon                          | 16 janvier 2003 STS-107, Columbia        |                                          | 1er février 2003 STS-107, Columbia       | Expérience de microgravité et recherches scientifiques. 1er spationaute Israélien : Ilan Ramon. Désintégration de la navette lors de la rentrée dans l'atmosphère.                       |      |
| Patch de la mission Soyouz TMA-2                                    | Iouri Malentchenko Edward Tsang Lu                                                                                         | 25 avril 2003 Soyouz TMA-2               | ISS                                      | 27 octobre 2003 Soyouz TMA-2             | Rotation de l’équipage permanent de l’ISS (Expédition 7). |      |
|                                                                     | Yang Liwei | 15 octobre 2003 Shenzhou 5               | 15 octobre 2003 Shenzhou 5               | 15 octobre 2003 Shenzhou 5               | 1er vol habité chinois. |      |
| Patch de la mission Soyouz TMA-3                                    | Pedro Duque | 18 octobre 2003 Soyouz TMA-3             | ISS                                      | 27 octobre 2003 Soyouz TMA-2             | Rotation de l’équipage permanent de l’ISS (Expédition 8). |      |
| Patch de la mission Soyouz TMA-3                                    | Michael Foale Alexandre Kaleri                                                                                             | 18 octobre 2003 Soyouz TMA-3             | ISS                                      | 29 avril 2004 Soyouz TMA-3               | Rotation de l’équipage permanent de l’ISS (Expédition 8). |      |
| Patch de la mission Soyouz TMA-4                                    | André Kuipers | 19 avril 2004 Soyouz TMA-4               | ISS                                      | 29 avril 2004 Soyouz TMA-3               | Rotation de l’équipage permanent de l’ISS (Expédition 9). |      |
| Patch de la mission Soyouz TMA-4                                    | Michael Fincke Guennadi Padalka                                                                                            | 19 avril 2004 Soyouz TMA-4               | ISS                                      | 24 octobre 2004 Soyouz TMA-4             | Rotation de l’équipage permanent de l’ISS (Expédition 9). |      |
| Patch                                                               | Équipage | Date de lancement                        | Séjour                                   | Date de retour                           | Résumé de la mission | Réf. |
| Lancements en 2004                                                  | |                                          |                                          |                                          | |      |
|                                                                     | Mike Melvill | 21 juin 2004 SpaceShipOne - Vol 15P      | 21 juin 2004 SpaceShipOne - Vol 15P      | 21 juin 2004 SpaceShipOne - Vol 15P      | Premier vol spatial privé. |      |
|                                                                     | Mike Melvill | 29 septembre 2004 SpaceShipOne - Vol 16P | 29 septembre 2004 SpaceShipOne - Vol 16P | 29 septembre 2004 SpaceShipOne - Vol 16P | 1er vol concourant pour le Ansari X Prize. |      |
|                                                                     | Brian Binnie | 4 octobre 2004 SpaceShipOne - Vol 17P    | 4 octobre 2004 SpaceShipOne - Vol 17P    | 4 octobre 2004 SpaceShipOne - Vol 17P    | 2d vol validant le Ansari X Prize. |      |
| Patch de la mission Soyouz TMA-4                                    | Iouri Charguine | 14 octobre 2004 Soyouz TMA-5             | ISS                                      | 24 octobre 2004 Soyouz TMA-4             | Rotation de l’équipage permanent de l’ISS (Expédition 10). |      |
| Patch de la mission Soyouz TMA-4                                    | Salijan Charipov Leroy Chiao                                                                                               | 14 octobre 2004 Soyouz TMA-5             | ISS                                      | 24 avril 2005 Soyouz TMA-5               | Rotation de l’équipage permanent de l’ISS (Expédition 10). |      |
| Lancements en 2005                                                  | |                                          |                                          |                                          | |      |
| Patch de la mission Soyouz TMA-5                                    | Roberto Vittori | 15 avril 2005 Soyouz TMA-6               | ISS                                      | 24 avril 2005 Soyouz TMA-5               | Rotation de l’équipage permanent de l’ISS (Expédition 11). |      |
| Patch de la mission Soyouz TMA-5                                    | Sergueï Krikaliov John L. Phillips                                                                                         | 15 avril 2005 Soyouz TMA-6               | ISS                                      | 11 octobre 2005 Soyouz TMA-6             | Rotation de l’équipage permanent de l’ISS (Expédition 11). |      |
| Patch de la mission STS-113                                         | Eileen Collins James M. Kelly Soichi Noguchi Stephen K. Robinson Andy Thomas Wendy B. Lawrence Charles Camarda             | 26 juillet 2005 STS-114, Discovery       | ISS                                      | 9 août 2005 STS-114, Discovery           | 1er vol d’une navette spatiale américaine après la perte de la navette spatiale Columbia. Assemblage et ravitaillement de l’ISS.                                                         |      |
|                                                                     | Gregory Olsen | 1er octobre 2005 Soyouz TMA-7            | ISS                                      | 11 octobre 2005 Soyouz TMA-6             | Rotation de l’équipage permanent de l’ISS (Expédition 12). 3e touriste spatial. |      |
| Valeri Ivanovitch Tokarev William S. McArthur, Jr.                  | 8 avril 2006 Soyouz TMA-7                                                                                                  | 1er octobre 2005 Soyouz TMA-7            | ISS                                      |                                          | Rotation de l’équipage permanent de l’ISS (Expédition 12). 3e touriste spatial. |      |
| Patch de la mission Shenzhou 6                                      | Fei Junlong Niè Hǎishèng                                                                                                   | 12 octobre 2005 Shenzhou 6               |                                          | 16 octobre 2005 Shenzhou 6               | Second vol habité chinois. |      |
| Patch                                                               | Équipage | Date de lancement                        | Séjour                                   | Date de retour                           | Résumé de la mission | Réf. |
| Lancements en 2006                                                  | |                                          |                                          |                                          | |      |
|                                                                     | Marcos Pontes | 30 mars 2006 Soyouz TMA-8                | ISS                                      | 8 avril 2006 Soyouz TMA-7                | Rotation de l’équipage permanent de l’ISS (Expédition 13). 1er spationaute brésilien : Marcos Pontes.                                                                                    |      |
| Pavel Vinogradov Jeffrey Williams                                   | 29 septembre 2006 Soyouz TMA-8                                                                                             | 30 mars 2006 Soyouz TMA-8                | ISS                                      |                                          | Rotation de l’équipage permanent de l’ISS (Expédition 13). 1er spationaute brésilien : Marcos Pontes.                                                                                    |      |
| Patch de la mission STS-121                                         | Steven Lindsey Mark Kelly Michael E. Fossum / Piers Sellers Lisa Nowak Stephanie Wilson                                    | 4 juillet 2006 STS-121, Discovery        | ISS                                      | 17 juillet 2006 STS-121, Discovery       | Rotation de l’équipage permanent de l’ISS (Expédition 13/14) et ravitaillement. Maintenance des systèmes. 1er vol de longue durée à bord de l’ISS pour un spationaute de l'ASE (Reiter). |      |
| Patch de la mission STS-121                                         | Thomas Reiter | 4 juillet 2006 STS-121, Discovery        | ISS                                      | 22 décembre 2006 STS-116, Discovery      | Rotation de l’équipage permanent de l’ISS (Expédition 13/14) et ravitaillement. Maintenance des systèmes. 1er vol de longue durée à bord de l’ISS pour un spationaute de l'ASE (Reiter). |      |
| Patch de la mission STS-115                                         | Brent W. Jett Christopher Ferguson Joseph R. Tanner Daniel C. Burbank Heidemarie Stefanyshyn-Piper Steven MacLean          | 9 septembre 2006 STS-115, Atlantis       | ISS                                      | 21 septembre 2006 STS-115, Atlantis      | Reprise de l'assemblage de l'ISS. 1er canadien à manipuler Canadarm 2. Assemblage du deuxième ensemble de panneaux solaires.                                                             |      |
|                                                                     | / Anousheh Ansari | 18 septembre 2006 Soyouz TMA-9           | ISS                                      | 29 septembre 2006 Soyouz TMA-8           | Rotation de l’équipage permanent de l’ISS (Expédition 14). 1er spationaute iranienne et 4e touriste spatial : Anousheh Ansari.                                                           |      |
| Mikhaïl Tiourine / Michael López-Alegría                            | 20 avril 2007 Soyouz TMA-9                                                                                                 | 18 septembre 2006 Soyouz TMA-9           | ISS                                      |                                          | Rotation de l’équipage permanent de l’ISS (Expédition 14). 1er spationaute iranienne et 4e touriste spatial : Anousheh Ansari.                                                           |      |
| Patch de la mission STS-116                                         | Mark Polansky William Oefelein Robert Curbeam Christer Fuglesang Joan Higginbotham Nicholas Patrick                        | 10 décembre 2006 STS-116, Discovery      | ISS                                      | 22 décembre 2006 STS-116, Discovery      | Rotation de l'équipage de l'ISS et assemblage 1er spationaute suédois : Christer Fuglesang.                                                                                              |      |
| Patch de la mission STS-116                                         | Sunita Williams | 10 décembre 2006 STS-116, Discovery      | ISS                                      | 22 juin 2007 STS-117, Atlantis           | Rotation de l'équipage de l'ISS et assemblage 1er spationaute suédois : Christer Fuglesang.                                                                                              |      |
| Patch                                                               | Équipage | Date de lancement                        | Séjour                                   | Date de retour                           | Résumé de la mission | Réf. |
| Lancements en 2007                                                  | |                                          |                                          |                                          | |      |
|                                                                     | Oleg Kotov Fiodor Iourtchikhine                                                                                            | 7 avril 2007 Soyouz TMA-10               | ISS                                      | 21 octobre 2007 Soyouz TMA-10            | Rotation de l’équipage permanent de l’ISS (Expédition 15). 5e touriste spatial : Charles Simonyi.                                                                                        |      |
| / Charles Simonyi                                                   | 20 avril 2007 Soyouz TMA-9                                                                                                 | 7 avril 2007 Soyouz TMA-10               | ISS                                      |                                          | Rotation de l’équipage permanent de l’ISS (Expédition 15). 5e touriste spatial : Charles Simonyi.                                                                                        |      |
| Patch de la mission STS-117                                         | Frederick W. Sturckow Lee Archambault Patrick Forrester Steven Swanson John D. Olivas James F. Reilly, II                  | 8 juin 2007 STS-117, Atlantis            | ISS                                      | 22 juin 2007 STS-117, Atlantis           | Assemblage de l’ISS et rotation de l’équipage permanent (Expédition 15/16). |      |
| Patch de la mission STS-117                                         | Clayton Anderson | 8 juin 2007 STS-117, Atlantis            | ISS                                      | 7 novembre 2007 STS-120, Discovery       | Assemblage de l’ISS et rotation de l’équipage permanent (Expédition 15/16). |      |
| Patch de la mission STS-118                                         | Scott Kelly Charles Hobaugh Tracy Caldwell Richard Mastracchio Dafydd R. Williams Barbara Morgan B. Alvin Drew             | 8 août 2007 STS-118, Endeavour           | ISS                                      | 21 août 2007 STS-118, Endeavour          | Assemblage de l’ISS. |      |
|                                                                     | Sheikh Muszaphar Shukor | 10 octobre 2007 Soyouz TMA-11            | ISS                                      | 21 octobre 2007 Soyouz TMA-10            | Rotation de l’équipage permanent de l’ISS (Expédition 16). 1er spationaute malaisien : Sheikh Muszaphar Shukor.                                                                          |      |
| Iouri Malentchenko Peggy Whitson                                    | 19 avril 2008 Soyouz TMA-11                                                                                                | 10 octobre 2007 Soyouz TMA-11            | ISS                                      |                                          | Rotation de l’équipage permanent de l’ISS (Expédition 16). 1er spationaute malaisien : Sheikh Muszaphar Shukor.                                                                          |      |
| Patch de la mission STS-120                                         | Pamela Melroy George D. Zamka Scott E. Parazynski Stephanie Wilson Douglas H. Wheelock Paolo Nespoli                       | 23 octobre 2007 STS-120, Discovery       | ISS                                      | 7 novembre 2007 STS-120, Discovery       | Assemblage de l’ISS et de l’équipage permanent (Expédition 16). |      |
| Patch de la mission STS-120                                         | Daniel M. Tani | 23 octobre 2007 STS-120, Discovery       | ISS                                      | 20 février 2008 STS-122, Atlantis        | Assemblage de l’ISS et de l’équipage permanent (Expédition 16). |      |
| Patch                                                               | Équipage | Date de lancement                        | Séjour                                   | Date de retour                           | Résumé de la mission | Réf. |
| Lancements en 2008                                                  | |                                          |                                          |                                          | |      |
| Patch de la mission STS-122                                         | Stephen Frick Alan G. Poindexter Leland D. Melvin Rex J. Walheim Hans Schlegel Stanley G. Love                             | 7 février 2008 STS-122, Atlantis         | ISS                                      | 20 février 2008 STS-122, Atlantis        | Rotation de l’équipage permanent de l’ISS (Expédition 16) et assemblage du laboratoire européen Columbus.                                                                                |      |
| Patch de la mission STS-122                                         | Léopold Eyharts | 7 février 2008 STS-122, Atlantis         | ISS                                      | 26 mars 2008 STS-123, Endeavour          | Rotation de l’équipage permanent de l’ISS (Expédition 16) et assemblage du laboratoire européen Columbus.                                                                                |      |
| Patch de la mission STS-123                                         | Dominic L. Gorie Gregory H. Johnson Robert Behnken Michael Foreman Richard M. Linnehan Takao Doi                           | 11 mars 2008 STS-123, Endeavour          | ISS                                      | 26 mars 2008 STS-123, Endeavour          | Rotation de l’équipage permanent de l’ISS (Expédition 16/17). |      |
| Patch de la mission STS-123                                         | Garrett Reisman | 11 mars 2008 STS-123, Endeavour          | ISS                                      | 14 juin 2008 STS-124, Discovery          | Rotation de l’équipage permanent de l’ISS (Expédition 16/17). |      |
|                                                                     | Yi So-yeon | 8 avril 2008 Soyouz TMA-12               | ISS                                      | 19 avril 2008 Soyouz TMA-11              | Rotation de l’équipage permanent de l’ISS (Expédition 17). 1er spationaute sud-coréen (Yi) 1er cosmonaute de seconde génération (Volkov).                                                |      |
| Sergueï Volkov Oleg Kononenko                                       | 24 octobre 2008 Soyouz TMA-12                                                                                              | 8 avril 2008 Soyouz TMA-12               | ISS                                      |                                          | Rotation de l’équipage permanent de l’ISS (Expédition 17). 1er spationaute sud-coréen (Yi) 1er cosmonaute de seconde génération (Volkov).                                                |      |
| Patch de la mission STS-124                                         | Mark Kelly Kenneth Ham Karen L. Nyberg Ronald J. Garan, Jr. Michael E. Fossum Akihiko Hoshide                              | 31 mai 2008 STS-124, Discovery           | ISS                                      | 14 juin 2008 STS-124, Discovery          | Rotation de l’équipage et assemblage de l’ISS (Expédition 17/18). |      |
| Patch de la mission STS-124                                         | Gregory Chamitoff | 31 mai 2008 STS-124, Discovery           | ISS                                      | 30 novembre 2008 STS-126                 | Rotation de l’équipage et assemblage de l’ISS (Expédition 17/18). |      |
| Patch de la mission Schenzhou 7                                     | Zhai Zhigang Liu Boming Jing Haipeng                                                                                       | 25 septembre 2008 Shenzhou 7             |                                          | 28 septembre 2008 Shenzhou 7             | Troisième vol habité chinois. Première sortie extra-véhiculaire chinoise. |      |
|                                                                     | Richard Garriott | 12 octobre 2008 Soyouz TMA-13            | ISS                                      | 24 octobre 2008 Soyouz TMA-12            | Rotation de l’équipage permanent de l’ISS (Expédition 18). 6e touriste spatial : Richard Garriott.                                                                                       |      |
| Iouri Lontchakov Michael Fincke                                     | 8 avril 2009 Soyouz TMA-13                                                                                                 | 12 octobre 2008 Soyouz TMA-13            | ISS                                      |                                          | Rotation de l’équipage permanent de l’ISS (Expédition 18). 6e touriste spatial : Richard Garriott.                                                                                       |      |
| Patch de la mission STS-126                                         | Christopher Ferguson Eric Boe Donald Pettit Stephen G. Bowen Heidemarie Stefanyshyn-Piper Robert S. Kimbrough              | 15 novembre 2008 STS-126, Endeavour      | ISS                                      | 30 novembre 2008 STS-126, Endeavour      | Logistique et rotation de l’équipage permanent de l’ISS (Expédition 18). |      |
| Patch de la mission STS-126                                         | Sandra Magnus | 15 novembre 2008 STS-126, Endeavour      | ISS                                      | 29 mars 2009 STS-119, Discovery          | Logistique et rotation de l’équipage permanent de l’ISS (Expédition 18). |      |
| Patch                                                               | Équipage | Date de lancement                        | Séjour                                   | Date de retour                           | Résumé de la mission | Réf. |
| Lancements en 2009                                                  | |                                          |                                          |                                          | |      |
| Patch de la mission STS-119                                         | Lee Archambault Dominic A. Antonelli Joseph Acaba Steven Swanson Richard R. Arnold John L. Phillips                        | 15 mars 2009 STS-119, Discovery          | ISS                                      | 28 mars 2009 STS-119, Discovery          | Rotation de l’équipage (Expédition 18) et assemblage de l’ISS. |      |
| Patch de la mission STS-119                                         | Kōichi Wakata | 15 mars 2009 STS-119, Discovery          | ISS                                      | 31 juillet 2009 STS-127, Endeavour       | Rotation de l’équipage (Expédition 18) et assemblage de l’ISS. |      |
|                                                                     | / Charles Simonyi | 26 mars 2009 Soyouz TMA-14               | ISS                                      | 8 avril 2009 Soyuz TMA-13                | Rotation de l’équipage permanent de l’ISS (Expédition 19/20). 2d vol de Simonyi en tant que touriste spatial.                                                                            |      |
| Guennadi Padalka Michael Barratt                                    | 11 octobre 2009 Soyuz TMA-14                                                                                               | 26 mars 2009 Soyouz TMA-14               | ISS                                      |                                          | Rotation de l’équipage permanent de l’ISS (Expédition 19/20). 2d vol de Simonyi en tant que touriste spatial.                                                                            |      |
| Patch de la mission STS-125                                         | Scott D. Altman Gregory C. Johnson Michael T. Good K. Megan McArthur John Grunsfeld Michael J. Massimino Andrew J. Feustel | 11 mai 2009 STS-125, Atlantis            |                                          | 29 mai 2009 STS-125, Atlantis            | Mission de service au télescope Hubble. |      |
|                                                                     | Roman Romanenko Frank De Winne Robert Thirsk                                                                               | 27 mai 2009 Soyuz TMA-15                 | ISS                                      | 1er décembre 2009 Soyuz TMA-15           | Rotation de l’équipage permanent de l’ISS (Expedition 20). |      |
| Patch de la mission STS-127                                         | Mark Polansky Douglas G. Hurley Christopher Cassidy Thomas Marshburn David A. Wolf Julie Payette                           | 15 juillet 2009 STS-127, Endeavour       | ISS                                      | 31 juillet 2009 STS-127, Endeavour       | |      |
| Patch de la mission STS-127                                         | Timothy Kopra | 15 juillet 2009 STS-127, Endeavour       | ISS                                      | 11 septembre 2009 STS-128, Discovery     | |      |
| Patch de la mission STS-128                                         | Frederick W. Sturckow Kevin A. Ford Patrick Forrester José M. Hernández Christer Fuglesang John D. Olivas                  | 28 août 2009 STS-128, Discovery          | ISS                                      | 11 septembre 2009 STS-128, Discovery     | |      |
| Patch de la mission STS-128                                         | Nicole Stott | 28 août 2009 STS-128, Discovery          | ISS                                      | 27 novembre 2009 STS-129, Atlantis       | |      |
|                                                                     | Guy Laliberté | 30 septembre 2009 Soyuz TMA-16           | ISS                                      | 11 octobre 2009 Soyuz TMA-14             | Rotation de l’équipage permanent de l’ISS (Expedition 20/21). 7e touriste spatial : Guy Laliberté.                                                                                       |      |
| Maxime Souraïev Jeffrey Williams                                    | 18 mars 2010 Soyuz TMA-16                                                                                                  | 30 septembre 2009 Soyuz TMA-16           | ISS                                      |                                          | Rotation de l’équipage permanent de l’ISS (Expedition 20/21). 7e touriste spatial : Guy Laliberté.                                                                                       |      |
| Patch de la mission STS-129                                         | Charles Hobaugh Barry Wilmore Leland D. Melvin Randolph Bresnik Michael Foreman Robert Satcher                             | 16 novembre 2009 STS-129, Atlantis       | ISS                                      | 27 novembre 2009 STS-129, Atlantis       | |      |
|                                                                     | Oleg Kotov Timothy Creamer Soichi Noguchi                                                                                  | 20 décembre 2009 Soyouz TMA-17           | ISS                                      | 8 juin 2010 Soyouz TMA-17                | Rotation de l'équipage permanent de l'ISS (Expedition 21/22) |      |
| Patch                                                               | Équipage | Date de lancement                        | Séjour                                   | Date de retour                           | Résumé de la mission | Réf. |
| Lancements en 2010                                                  | |                                          |                                          |                                          | |      |
| Patch de la mission STS-130                                         | George D. Zamka Terry Virts Kathryn P. Hire Stephen K. Robinson Nicolas J.M. Patrick Robert Behnken                        | 8 février 2010 STS-130, Endeavour        | ISS                                      | 22 février 2010 STS-130, Endeavour       | |      |
|                                                                     | Alexander Skvortsov Mikhaïl Kornienko Tracy Caldwell                                                                       | 2 avril 2010 Soyouz TMA-18               | ISS                                      | 25 septembre 2010 Soyouz TMA-18          | |      |
| Patch de la mission STS-131                                         | Alan G. Poindexter James Dutton Richard Mastracchio Clayton Anderson Dorothy Metcalf-Lindenburger Stephanie Wilson         | 5 avril 2010 STS-131, Discovery          | ISS                                      | 20 avril 2010 STS-131, Discovery         | Rotation de l’équipage permanent de l’ISS (Expédition 23/24). |      |
| Patch de la mission STS-132                                         | Kenneth Ham Dominic A. Antonelli Stephen Gerard Bowen Michael T. Good Piers Sellers Garrett Reisman                        | 14 mai 2010 STS-132, Atlantis            | ISS                                      | 26 mai 2010 STS-132, Atlantis            | Dernière mission de la navette spatiale Atlantis. |      |
|                                                                     | Fiodor Iourtchikhine Shannon Walker Douglas H. Wheelock                                                                    | 15 juin 2010 Soyuz TMA-19                | ISS                                      | 26 novembre 2010 Soyuz TMA-19            | Rotation de l’équipage permanent de l’ISS (Expédition 24/25). |      |
|                                                                     | Alexandre Kaleri Oleg Skripotchka Scott Kelly                                                                              | 7 octobre 2010 Soyouz TMA-01M            | ISS                                      | 16 mars 2011 Soyouz TMA-01M              | Rotation de l’équipage permanent de l’ISS (Expédition 25/26). |      |
|                                                                     | Dmitri Kondratiev Catherine Coleman Paolo Nespoli                                                                          | 15 décembre 2010 Soyouz TMA-20           | ISS                                      | 24 mai 2011 Soyouz TMA-20                | Rotation de l’équipage permanent de l’ISS (Expédition 26/27). |      |
| suite dans Liste des missions spatiales habitées entre 2011 et 2020 | |                                          |                                          |                                          | |      |